# 작은이빨족제비여우원숭이
작은이빨족제비여우원숭이(Lepilemur microdon)는 족제비여우원숭이과에 속하는 여우원숭이의 일종이다. 마다가스카르가 원 서식지다. 자연 서식지는 아열대 또는 열대 건조 기후의 숲이다. 서식지 감소로 위협을 받고 있다.